# Gran Premio de Quebec 2022
La 11.ª edición de la clásica ciclista Gran Premio de Quebec fue una carrera en Canadá que se celebró el 9 de septiembre de 2022 por los alrededores de la ciudad de Quebec, al que se le dieron 16 vueltas a un circuito de 12,6 km para completar un recorrido de 201,6 kilómetros.
La carrera formó parte del UCI WorldTour 2022, siendo la vigésimo novena competición del calendario de máxima categoría mundial. El vencedor fue el francés Benoît Cosnefroy del AG2R Citroën, quien estuvo acompañado en el podio por el australiano Michael Matthews del BikeExchange-Jayco y el eritreo Biniam Girmay del Intermarché-Wanty-Gobert Matériaux, segundo y tercer clasificado respectivamente.

## Recorrido
El Gran Premio de Quebec dispuso de un recorrido total de 201,6 kilómetros, donde los ciclistas en la parte final disputaron un circuito de 16 vueltas de 12,6 kilómetros hasta la línea de meta.

## Equipos participantes
Tomaron parte en la carrera 21 equipos: 18 de categoría UCI WorldTeam invitados por la organización, 2 de categoría UCI ProTeam y la selección nacional de Canadá. Formaron así un pelotón de 147 ciclistas de los que acabaron 119. Los equipos participantes fueron:
| WorldTeams (18)- AG2R Citroën Team - Astana Qazaqstan Team - Bahrain Victorious - BikeExchange-Jayco - Bora-Hansgrohe - Cofidis - Team DSM - EF Education-EasyPost - Groupama-FDJ - Ineos Grenadiers - Intermarché-Wanty-Gobert Matériaux - Israel-Premier Tech - Jumbo-Visma - Lotto-Soudal - Movistar Team - Quick-Step Alpha Vinyl - Trek-Segafredo - UAE Team Emirates ProTeams (2)- Arkéa-Samsic - TotalEnergies Equipo nacional- Canadá |
| |

## Clasificación final
- La clasificación finalizó de la siguiente forma:[3]

### Clasificación general
| \| Clasificación general \| Clasificación general \| Clasificación general \| Clasificación general \| Clasificación general \| \| Ciclista \| Ciclista \| Equipo \| Tiempo \| \| \| --------------------- \| --------------------- \| ---------------------------------- \| --------------------- \| --------------------- \| \| 1.º \| Benoît Cosnefroy \| AG2R Citroën Team \| 4 h 46 min 56 s \| \| \| 2.º \| Michael Matthews \| BikeExchange-Jayco \| + 4 s \| \| \| 3.º \| Biniam Girmay \| Intermarché-Wanty-Gobert Matériaux \| + 4 s \| \| \| 4.º \| Wout van Aert \| Jumbo-Visma \| + 4 s \| \| \| 5.º \| Iván García Cortina \| Movistar Team \| + 4 s \| \| \| 6.º \| Mikkel Honoré \| Quick-Step Alpha Vinyl \| + 4 s \| \| \| 7.º \| Adam Yates \| Ineos Grenadiers \| + 4 s \| \| \| 8.º \| Alberto Bettiol \| EF Education-EasyPost \| + 4 s \| \| \| 9.º \| Diego Ulissi \| UAE Team Emirates \| + 4 s \| \| \| 10.º \| Warren Barguil \| Arkéa-Samsic \| + 4 s \| \| \| 11.º \| Matis Louvel \| Arkéa-Samsic \| + 4 s \| \| \| 12.º \| Pello Bilbao \| Bahrain Victorious \| + 4 s \| \| \| 13.º \| Greg Van Avermaet \| AG2R Citroën Team \| + 4 s \| \| \| 14.º \| Toms Skujiņš \| Trek-Segafredo \| + 4 s \| \| \| 15.º \| Alexander Kamp \| Trek-Segafredo \| + 4 s \| \| \| 16.º \| Jan Tratnik \| Bahrain Victorious \| + 4 s \| \| \| 17.º \| Ruben Guerreiro \| EF Education-EasyPost \| + 4 s \| \| \| 18.º \| Sylvain Moniquet \| Lotto-Soudal \| + 4 s \| \| \| 19.º \| Mauro Schmid \| Quick-Step Alpha Vinyl \| + 4 s \| \| \| 20.º \| Romain Bardet \| Team DSM \| + 4 s \| \| |                     |                                    |                 |
| |                     |                                    |                 |
| Fuente: ProCyclingStats |                     |                                    |                 |
| Clasificación general |                     |                                    |                 |
| Ciclista | Ciclista            | Equipo                             | Tiempo          |
| 1.º | Benoît Cosnefroy    | AG2R Citroën Team                  | 4 h 46 min 56 s |
| 2.º | Michael Matthews    | BikeExchange-Jayco                 | + 4 s           |
| 3.º | Biniam Girmay       | Intermarché-Wanty-Gobert Matériaux | + 4 s           |
| 4.º | Wout van Aert       | Jumbo-Visma                        | + 4 s           |
| 5.º | Iván García Cortina | Movistar Team                      | + 4 s           |
| 6.º | Mikkel Honoré       | Quick-Step Alpha Vinyl             | + 4 s           |
| 7.º | Adam Yates          | Ineos Grenadiers                   | + 4 s           |
| 8.º | Alberto Bettiol     | EF Education-EasyPost              | + 4 s           |
| 9.º | Diego Ulissi        | UAE Team Emirates                  | + 4 s           |
| 10.º | Warren Barguil      | Arkéa-Samsic                       | + 4 s           |
| 11.º | Matis Louvel        | Arkéa-Samsic                       | + 4 s           |
| 12.º | Pello Bilbao        | Bahrain Victorious                 | + 4 s           |
| 13.º | Greg Van Avermaet   | AG2R Citroën Team                  | + 4 s           |
| 14.º | Toms Skujiņš        | Trek-Segafredo                     | + 4 s           |
| 15.º | Alexander Kamp      | Trek-Segafredo                     | + 4 s           |
| 16.º | Jan Tratnik         | Bahrain Victorious                 | + 4 s           |
| 17.º | Ruben Guerreiro     | EF Education-EasyPost              | + 4 s           |
| 18.º | Sylvain Moniquet    | Lotto-Soudal                       | + 4 s           |
| 19.º | Mauro Schmid        | Quick-Step Alpha Vinyl             | + 4 s           |
| 20.º | Romain Bardet       | Team DSM                           | + 4 s           |

## Ciclistas participantes y posiciones finales
Convenciones:
- AB-N: Abandono en la etapa N
- FLT-N: Retiro por llegada fuera del límite de tiempo en la etapa N
- NTS-N: No tomó la salida para la etapa N
- DES-N: Descalificado o expulsado en la etapa N

## UCI World Ranking
El Gran Premio de Quebec otorgó puntos para el UCI World Ranking para corredores de los equipos en las categorías UCI WorldTeam, UCI ProTeam y Continental. Las siguientes tablas son el baremo de puntuación y los diez corredores que obtuvieron más puntos:
| Posición   | 1.º | 2.º | 3.º | 4.º | 5.º | 6.º | 7.º | 8.º | 9.º | 10.º | 11.º | 12.º | 13.º | 14.º | 15.º | 16.º-20.º | 21.º-30.º | 31.º-50.º | 51.º-55.º | 56.º-60.º |
| Puntuación | 500 | 400 | 325 | 275 | 225 | 175 | 150 | 125 | 100 | 85   | 70   | 60   | 50   | 40   | 35   | 30        | 20        | 10        | 5         | 3         |

| Clasificación |                     |                                    |        |
| Posición      | Ciclista            | Equipo                             | Puntos |
| ------------- | ------------------- | ---------------------------------- | ------ |
| 1.º           | Benoît Cosnefroy    | AG2R Citroën                       | 500    |
| 2.º           | Michael Matthews    | BikeExchange-Jayco                 | 400    |
| 3.º           | Biniam Girmay       | Intermarché-Wanty-Gobert Matériaux | 325    |
| 4.º           | Wout van Aert       | Jumbo-Visma                        | 275    |
| 5.º           | Iván García Cortina | Movistar                           | 225    |
| 6.º           | Mikkel Honoré       | Quick-Step Alpha Vinyl             | 175    |
| 7.º           | Adam Yates          | INEOS Grenadiers                   | 150    |
| 8.º           | Alberto Bettiol     | EF Education-EasyPost              | 125    |
| 9.º           | Diego Ulissi        | UAE Emirates                       | 100    |
| 10.º          | Warren Barguil      | Arkéa Samsic                       | 85     |